# Cassipourea ndambiana
Cassipourea ndambiana är en tvåhjärtbladig växtart som beskrevs av Franciscus Jozef Breteler. Cassipourea ndambiana ingår i släktet Cassipourea, och familjen Rhizophoraceae. Inga underarter finns listade i Catalogue of Life.